# Melissa (namn)

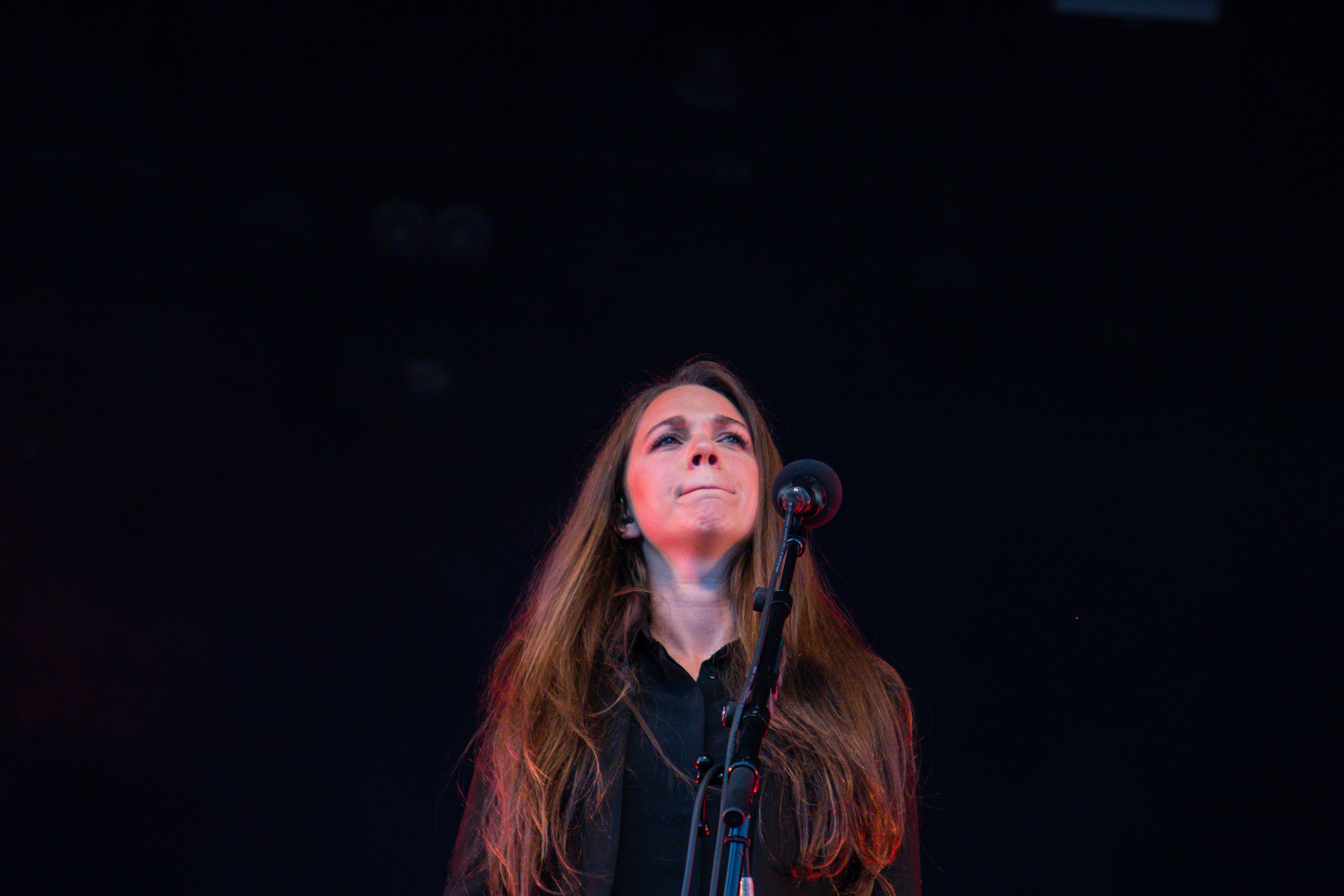
Melissa Horn, 2018.

Melissa (grekiska μέλισσα) betyder bi på grekiska men menas som "söt som honung". Melissa var en nymf i den grekiska mytologin. Den 31 december 2009 fanns det totalt 2188 kvinnor i Sverige med namnet Melissa, varav 1695 med det som tilltalsnamn.
I den finlandssvenska namnsdagslängden har Melissa namnsdag 5 maj sedan 2015.

## Personer med namnet Melissa
- Melissa Auf der Maur, kanadensisk sångerska och basist
- Melissa Barbieri, australisk fotbollsmålvakt
- Melissa Collins, kanadensisk vattenpolospelare
- Melissa Etheridge, amerikansk sångerska och basist
- Melissa George, australisk skådespelerska
- Melissa Horn, sångerska